# Alistair Cragg
Alistair Ian Cragg (Johannesburg, 13 giugno 1980) è un ex mezzofondista irlandese, di origine sudafricana.

## Palmarès
| Anno | Manifestazione  | Sede       | Evento       | Risultato | Prestazione | Note |
| ---- | --------------- | ---------- | ------------ | --------- | ----------- | ---- |
| 2004 | Giochi olimpici | Atene      | 5000 m piani | 12º       | 13'43"06    |      |
| 2005 | Europei indoor  | Madrid     | 3000 m piani | Oro       | 7'46"32     |      |
| 2006 | Mondiali indoor | Mosca      | 3000 m piani | 4º        | 7'46"43     |      |
| 2006 | Europei         | Göteborg   | 5000 m piani | Finale    | dnf         |      |
| 2007 | Mondiali        | Osaka      | 5000 m piani | Batteria  | 13'59"45    |      |
| 2008 | Giochi olimpici | Pechino    | 5000 m piani | Finale    | dnf         |      |
| 2009 | Mondiali        | Berlino    | 5000 m piani | Batteria  | 13'46"34    |      |
| 2010 | Europei         | Barcellona | 5000 m piani | Finale    | dnf         |      |
| 2011 | Mondiali        | Taegu      | 5000 m piani | 14º       | 13'45"33    |      |
| 2012 | Giochi olimpici | Londra     | 5000 m piani | Batteria  | 13'47"01    |      |

## Campionati nazionali
2004
- Oro ai campionati irlandesi, 5000 m piani - 3'44"37

2006
- Argento ai campionati irlandesi, 1500 m piani - 3'44"98

2009
- Oro ai campionati irlandesi, 5000 m piani - 13'52"15

2010
- Oro ai campionati irlandesi, 5000 m piani - 14'04"64

2011
- Oro ai campionati irlandesi, 5000 m piani - 13'48"03

## Altre competizioni internazionali
2004
- 23º al Golden Gala ( Roma), 5000 m piani - 13'37"75
- 8º al Memorial Van Damme ( Bruxelles), 3000 m piani - 7'38"96

2007
- Bronzo all'Herculis ( Monaco), 3000 m piani - 7'32"49
- 5º al Meeting de Paris ( Parigi), 3000 m piani - 7'40"31

2008
- 4º al Meeting de Paris ( Parigi), 3000 m piani - 7'38"21

2009
- 5º al Prefontaine Classic ( Eugene), 3000 m piani - 7'37"84
- 7º ai Bislett Games ( Oslo), 1500 m piani - 3'38"44

2010
- 13º al British Grand Prix ( Gateshead), 5000 m piani - 13'21"66

2011
- Bronzo alla Great South Run ( Portsmouth), 10 miglia - 47'14"

2012
- 9º alla Great South Run ( Portsmouth), 10 miglia - 48'25"
- 6º alla Carlsbad 5000 ( Carlsbad), 5 km - 13'26"

2013
- 26º alla Maratona di Fukuoka ( Fukuoka) - 2h23'05"